# René Huigen
René (Reinardus) Huigen (Alkmaar, 1962) is dichter en schrijver. Hij maakte oorspronkelijk deel uit van de Maximalen, maar verliet deze groep al snel.
Huigen doceerde in de jaren negentig van de 20e eeuw aan de Schrijversvakschool  't Colofon in Amsterdam. In 1999 doceerde hij poëzie aan de Universiteit van Michigan. De bundel Geen muziek & geen mysterie  werd genomineerd voor de VSB Poëzieprijs.